# Пропарокситон
Пропарокситон (на гръцки: προπαροξύτονος) е дума, чието ударение е на третата сричка от края. Ако ударението пада на предпоследната сричка, това е парокситон, а ако пада на последната – окситон.